# Botrychiopsis

Botrychiopsis es un género extinto que existía en el Carbonífero al Pérmico. Plantas vasculares sin semilla (helechos) y la reproducción por esporas. Tenía hojas frondas. Vivió en húmedo y pantanoso. Eran abundantes en el Pérmico.

## Ubicación
En Brasil el fósil de la especie B. plantianum, se encuentra en Morro Papaleo y afloran en el municipio de Mariana Pimentel. La especie B. validates sido localizada en el afloramiento Quiteria en Pantano Grande. Son los geoparque Paleorrota en la Formación Río Bonito y fecha de la Sakmariense, en el Pérmico.